# Call Me by Your Name
Call Me by Your Name är en romantisk dramafilm från 2017 regisserad av Luca Guadagnino och skriven av James Ivory. Armie Hammer och Timothée Chalamet spelar huvudrollerna Oliver och Elio.
Filmen bygger på romanen med samma namn av André Aciman från 2007.

## Handling
Sommaren 1983, liksom tidigare somrar, bor 17-åriga Elio (Timothée Chalamet) med sina föräldrar "någonstans" i norra Italien i familjens residens som hans mamma har ärvt. Han läser böcker, transkriberar musik, badar i floden och umgås med vänner. Familjens bekanta bjuds till luncher och middagar. Hans pappa är arkeolog och tar under sex veckor hjälp av den amerikanske studenten Oliver (Armie Hammer), som samtidigt skriver på sin doktorsavhandling, och Elio måste avstå sitt rum till Oliver.
Elio är till en början artig men reserverad mot Oliver; han tycker först att Oliver är arrogant och osofistikerad när Oliver ibland inte är med på middagen, hur han klunkar i sig aprikosjuice, och hur han lämnar ett sällskap med att säga "Senare!". Båda träffar tjejer. Elio uppvaktar och har sex med Marzia, som han känner sedan tidigare.
Med tiden växer Elios känslor för Oliver och de inleder ett förhållande. Under intima stunder kallar de varandra vid sina egna förnamn.
När Olivers hemresa närmar sig är Elio ångerfull inför sin inledningsvis avvaktande hållning och han vill inte att Oliver ska åka. Han ber att få Olivers skjorta, trots att den är för stor.
Innan flygresan hem ska Oliver stanna några dagar i den närliggande staden Bergamo för forskning vid universitetet och därefter flyga hem till USA från Linate. Elios föräldrar, som har märkt att deras son och Oliver har kommit varandra nära, föreslår att Elio följer med Oliver till Bergamo. Vid avskedet inför bussresan till Bergamo uttrycker båda föräldrarna sin önskan att Oliver snart ska besöka dem igen.
I Bergamo besöker de Cascate del Serio och går ut på kvällarna.
Efter dagarna i Bergamo säger Elio och Oliver farväl vid järnvägsstationen. När tåget har åkt dröjer sig Elio kvar på perrongen; han sätter sig på en bänk och väntar. Från en telefonautomat ringer han sedan sin mamma och ber henne hämta honom. Han är ledsen i bilen på vägen hem och han avstår middagen.
Senare samma kväll, under ett samtal med pappan i dennes arbetsrum, påtalar pappan hur sällsynt och speciell Elios och Olivers relation var och att de båda hade tur som fann varandra. Elio varnas för att försöka känna ingenting för att på så sätt slippa känna något; att det vore ett slöseri.
På vintern ett halvår senare är familjen tillbaka i residenset i Italien och firar chanukka. Den näst sista kvällen på högtiden ringer Oliver och Elio svarar. Båda säger att de saknar varandra, men Oliver berättar också att han kanske ska gifta sig till våren, ett förhållande som har pågått till och från i över två år, och frågar om Elio har något emot det. Innan Elio hinner svara lyfter hans föräldrar telefonluren i ett annat rum och frågar när Oliver kommer tillbaka. Oliver säger att han inte kan och berättar att han har förlovat sig. Föräldrarna lyckönskar honom entusiastiskt innan de säger hej då så att Elio och Oliver ska få fortsätta prata. De lägger på luren igen och ser på varandra, väl medvetna om vilka implikationer det medför för deras son.
Elio berättar för Oliver att föräldrarna känner till deras förhållande, något Oliver säger att han har känt på sig eftersom Elios pappa behandlade honom nästan som en svärson. I ett sista försök att vinna tillbaka Oliver kallar Elio honom för Elio. Oliver svarar med samma sak och säger att han minns allting.
Efter samtalet hukar sig Elio framför brasan i den öppna spisen och gråter.

## Rollista (i urval)

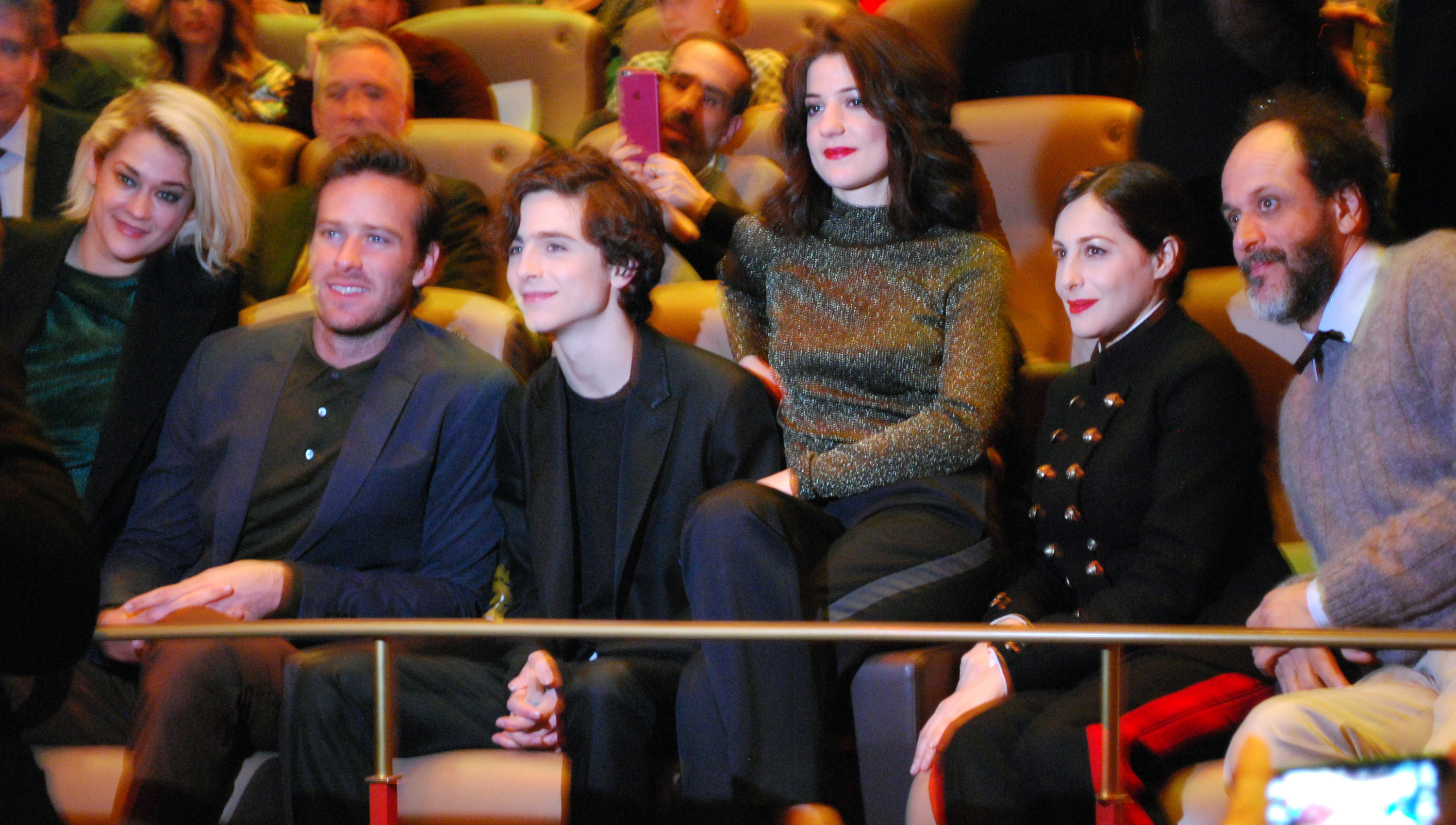
Victoire Du Bois, Armie Hammer, Timothée Chalamet, Esther Garrel, Amira Casar och Luca Guadagnino vid visning av Call Me by Your Name på Berlins filmfestival 2017.

- Armie Hammer – Oliver
- Timothée Chalamet – Elio Perlman
- Michael Stuhlbarg – Mr. Perlman
- Amira Casar – Annella Perlman
- Esther Garrel – Marzia
- Victoire Du Bois – Chiara
- Vanda Capriolo – Mafalda
- Antonio Rimoldi – Anchise
- Elena Bucci – Art Historian
- Marco Sgrosso – Nico
- André Aciman – Mounir
- Peter Spears – Isaac

## Produktion
Filmen utspelar sig i norra Italien år 1983, och spelades primärt även in där i kommunen Crema i Lombardiet.

## Skillnader från boken

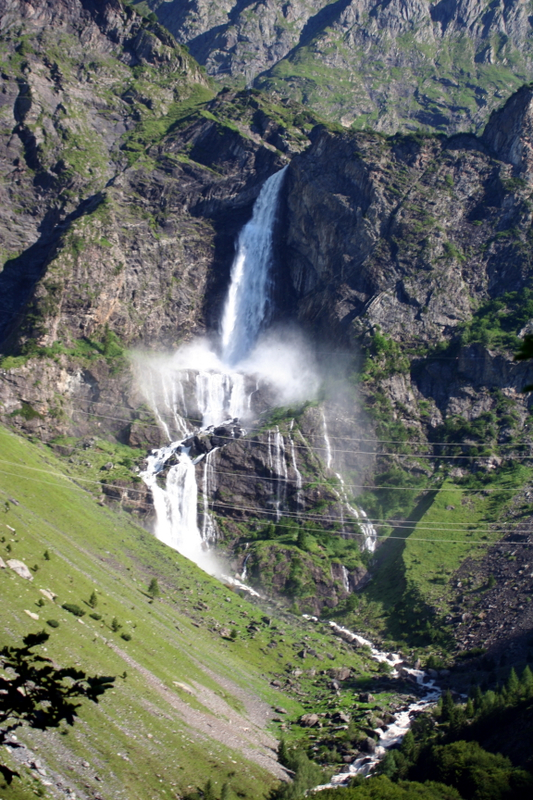
I filmen besöker Elio och Oliver Cascate del Serio och Bergamo på sin resa, medan de i boken istället åker till huvudstaden Rom.

Filmen följer till stora delar boken men skiljer sig på några punkter.
- I boken talar Marzia inte franska. Hon konfronterar inte Elio och frågar om hon är hans flickvän.
- I boken kallas paret från Paris inte för "Sonny and Cher".
- I boken har Oliver en vänskap med flickan Vimini som är sjuk i leukemi.
- I boken hindras inte Oliver från att äta persikan.
- I boken köper Elio en inbunden utgåva av romanen Armance till Oliver och signerar den. I filmen syns en pocketutgåva av boken kort i bild.
- I boken åker Elio och Oliver till huvudstaden Rom, inte till Bergamo. I Rom deltar de på en fest in en bokaffär arrangerad av Olivers förläggare. Efter dagarna i Rom tar Elio själv tåget hem och hämtas från stationen av familjens chaufför.
- I boken kommer Oliver på besök den kommande julen och berättar då att han kanske ska gifta sig.
- I boken besöker Elio Oliver i USA 20 år senare. Oliver har familj och barn, men har noga följt Elios karriär och redogör detaljerat för den inför sina kollegor när han presenterar Elio för dem. Senare besöker Oliver Elio i villan i Italien och träffar där även Mafalda, Manfredi och Elios mamma igen. Elios pappa är död och Elio har spridit hans aska på olika ställen över hela världen.

## Fotnoter